# 中青旅控股

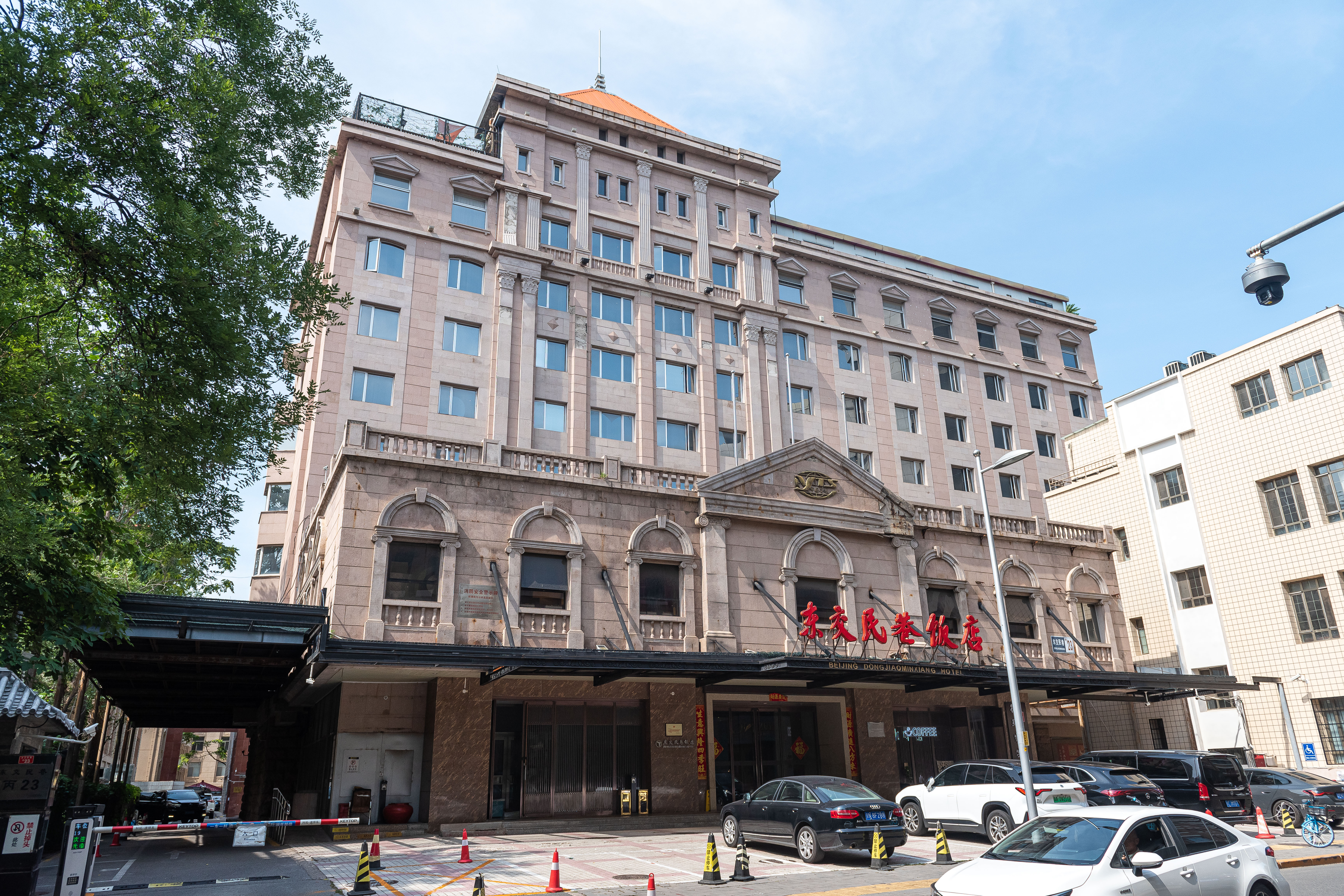
中青旅旗下东交民巷饭店（东交民巷丙23号），曾称“中国青旅大厦”，亦是中国青旅集团有限公司的注册地址

中青旅控股股份有限公司（上交所：600138, CHINA CYTS TOURS HOLDING），简称中青旅、CYTS，是中国传统三大旅行社之一，它是中國共產主義青年團中央委员会創辦的企業，位於北京市東城區。控股股東是中國光大集團有限公司。

## 历史
1979年，由共青团中央书记李瑞环倡导，邓颖超、胡耀邦等党和国家领导人批复同意共青团中央开办青旅事业。1980年，共青团中央创办改革开放后第一家旅行社——中国青年旅行社，并迅速发展成为国内三大骨干旅行社之一。
1997年，以中国青年旅行社总社（现中国青旅集团）为主发起人，通过募集方式设立中青旅股份有限公司，时任共青团中央第一书记李克强为公司成立揭牌。同年，中青旅在上海证券交易所上市。上市后企业更名为中青旅控股股份有限公司，并沿用至今。
2010年，中青旅推出专业度假网站——遨游网。2012年，中青旅获评中国旅行社集团第一名，当选中国旅行社协会会长单位。
2016年2月，上海迪士尼公布首批30家合作旅行社，中青旅入选。同年入选“2016年中国旅游集团20强”。
2018年1月4日，原为共青团中央直属企业的中国青旅集团公司、中国青年实业发展总公司100%国有产权划转至中国光大集团股份公司，两家企业均列入光大集团一级直属企业序列。